# 다크스토커즈: 더 나이트 워리어즈
《다크스토커즈: 더 나이트 워리어즈》(Darkstalkers: The Night Warriors)는 캡콤이 제작한 아케이드 대전 격투 게임이다. 고딕 호러풍의 세계를 무대로 각종 서양 신화상의 괴물들이 플레이어 캐릭터로 등장하는 것이 특징이다. 이후 《다크스토커즈》 시리즈의 시작이 됐다. 일본판 제목은 《뱀파이어: 더 나이트 워리어》(ヴァンパイア ザ ナイト ウォーリアー)이다.
기본적인 게임플레이는 캡콤이 이전에 제작한 《스트리트 파이터 II》와 닮았으나, 이에 더해 공중 방어, 체인 콤보, 앉아 걷기 등 공격적인 대전을 권하는 시스템이 갖춰져있다. 총 10명의 캐릭터를 골라 플레이할 수 있다.
아케이드 판은 캡콤의 아케이드 기판 CP 시스템 II로 개발돼 1994년 6월 30일 출시됐다. 이후 이식판은 플레이스테이션으로 1996년 3월 22일 발매됐다. 플레이스테이션판의 경우 플레이스테이션 네트워크로 2011년에 다운로드 전용으로 출시됐다.

## 개발
《다크스토커즈》가 제작된 경위에는 두 가지 상반된 주장이 있다. 프로듀서 알렉서 히메레즈에 따르면, 원래 《유니버설 몬스터스》에 기반한 게임으로 출발했으나 저작권 획득에 실패하면서 다시 재창작해 지금의 디자인을 완성했다고 한다. 그러나 디렉터 야스다 아키라에 따르면, 아키모토라는 동료가 괴물 대전 게임에 대한 제안을 하면서 시작됐고, 이후 《캡틴 코만도》를 같이 제작했던 오노 준이치과 함께 만들게 됐다고 한다.

## 평가
| 평가 |               |
| --- | ------------- |
| 평론 점수 평론사 점수 IGN 6.5/10 (PS1) [ 4 ] 넥스트 제네레이션 (Arcade, PS1) [ 5 ] [ 6 ] Maximum (PS1) [ 7 ] VideoGames 9/10 (Arcade) [ 8 ] |               |
| 평론 점수 |               |
| 평론사 | 점수          |
| IGN | 6.5/10 (PS1)  |
| 넥스트 제네레이션 | (Arcade, PS1) |
| Maximum | (PS1)         |
| VideoGames | 9/10 (Arcade) |